# Марвин Мински
Марвин Мински (на английски: Marvin Lee Minsky; роден на 9 август 1927 г., починал на 24 януари 2016 г.) е американски когнитивен учен.
Занимава се основно с изкуствен интелект, съосновател на лабораторията за изкуствен интелект в Масачузетския технологичен институт. Автор е на редица трудове в областта на изкуствения интелект и философията.

## Биография
Марвин Мински е роден в Ню Йорк в еврейско семейство в. Баща му е очен хирург, а майка му е активист на ционистичното движение. От 1944 до 1945 г. служи във флота. Завършва с бакалавърска степен по математика в Харвард през 1950 г. и след това защитава докторска степен в Принстън през 1954 г. Сътрудник е в Масачузетския технологичен институт от 1958 г. До смъртта си е професор по медийни изкуства и науки, професор по електроника и електротехника и професор по изчислителни науки. Член е Националната инженерна академия на САЩ (((en)) National Academy of Engineering), Американската академия на изкуствата и науката (((en)) American Academy of Arts and Sciences) и Националната академия на науките на САЩ от 1973 г. През 1969 печели наградата Тюринг.
Притежава патент за конфокален сканиращ микроскоп от 1961 г., представляващ предшественик на съвремените конфокални лазерни сканиращи микроскопи.
На 24 януари 2016 г. на 88 години умира от кръвоизлив в мозъка. Мински е бил женен за лекарка и има две дъщери и син.
Съавтор е на Хари Харисън при написването на книгата Опцията на Тюринг (английски: The Turing option) от 1992. Тя е издадена и в България в Библиотека „Галактика“, томове 117 и 118.